# Мітхіла

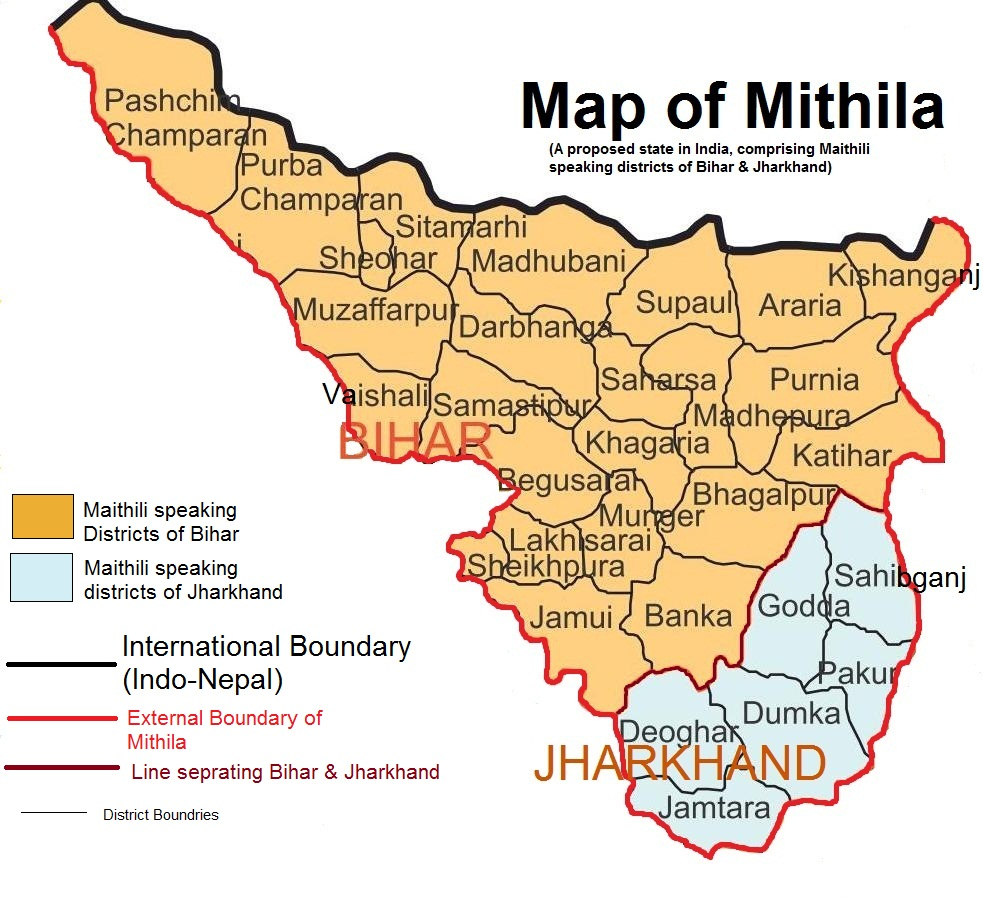
Карта штату Мітхіла із зазначенням округів.

Мітхіла (санскр. मिथिला, mithilā IAST) — місто в Стародавній Індії, столиця царства Відеха. Часто Мітхілою називають саме царство Відеха, а також сучасні території, які колись були його частиною. Мітхілу прийнято ототожнювати зі сучасним містом Джанакпуром у Непалі. Регіон Мітхіла розташований на північному сході Індо-Гангської рівнини, на території сучасного індійського штату Біхар і частини території Непалу. Вважають, що палац правителя Відехи та батька Сіти Джанаки розташовувався за 21 км від Джанакпура, в сучасному селі Діджагал.
На думку історика Д. Д. Косамбі, у ведійському тексті «Шатапатха-брахмані» говориться, що цар Матхава Відеґха разом із брахманом Гаутамою Рахуганою, вперше перетнув річку Саданіру (Ґандакі) і заснував царство Відеха. Гаутама Рахугана був ведійським ріші, якому приписують складання багатьох гімнів першої мандали «Ріґведи». У деяких із них він прославляє Сварадж'ю, іншу назву держави Відегхі. Отже, Матхава Відегха жив у дорігведійський період, задовго до складання «Шатапатхи-брахмани», яку вчені датують X століттям до н. е.
Найважливіша згадка про Мітхілу міститься в давньоіндійському епосі «Рамаяна», де говориться, що дружина Рами Сіта була царівною Відехи, дочкою правителя царства Джанаки. В індуїстській літературі наводяться імена кількох десятків царів, які в давнину правили Мітхілою.
Пізніше в Мітхілі жили засновник буддизму Будда і 24-й та останній тіртханкар джайнів Магавіра. Родом з Мітхіли був Мандана Мішра — індуїстський святий і філософ, якого вважають утіленням Брахми, індуїстський філософ Прабгакара.
У Мітхілі за часів Джанаки відбулася бесіда брахмана Каушики з мисливцем Дгармав'ядгою, описана в «Араньякапарві», яка є одним із найблискучіших філософських діалогів «Магабгарати».
Місцеві індуїстські організації неодноразово порушували питання про виділення Мітхіли в окремий штат.
У сусідньому Непалі Мітхілою іноді називають 2-гу провінцію.